# الملكة يوريديس
يوريديس (باليونانية: Εὐρυδίκη ἡ Ἀθηναία) امرأة من أثينا من عائلة تنحدر من ملتيادس (قائد).

## الحياة
تزوجت لأول مرة من القائد المقدوني أوفيلاس، الفاتح وحاكم مملكة قورينائية، وبعد وفاته عادت إلى أثينا، حيث تزوجت ديميتريوس الأول من مقدونيا، بمناسبة زيارته الأولى لتلك المدينة. ويقال أنه كان لديه ابن يدعى كورهابوس.